# Аландські острови

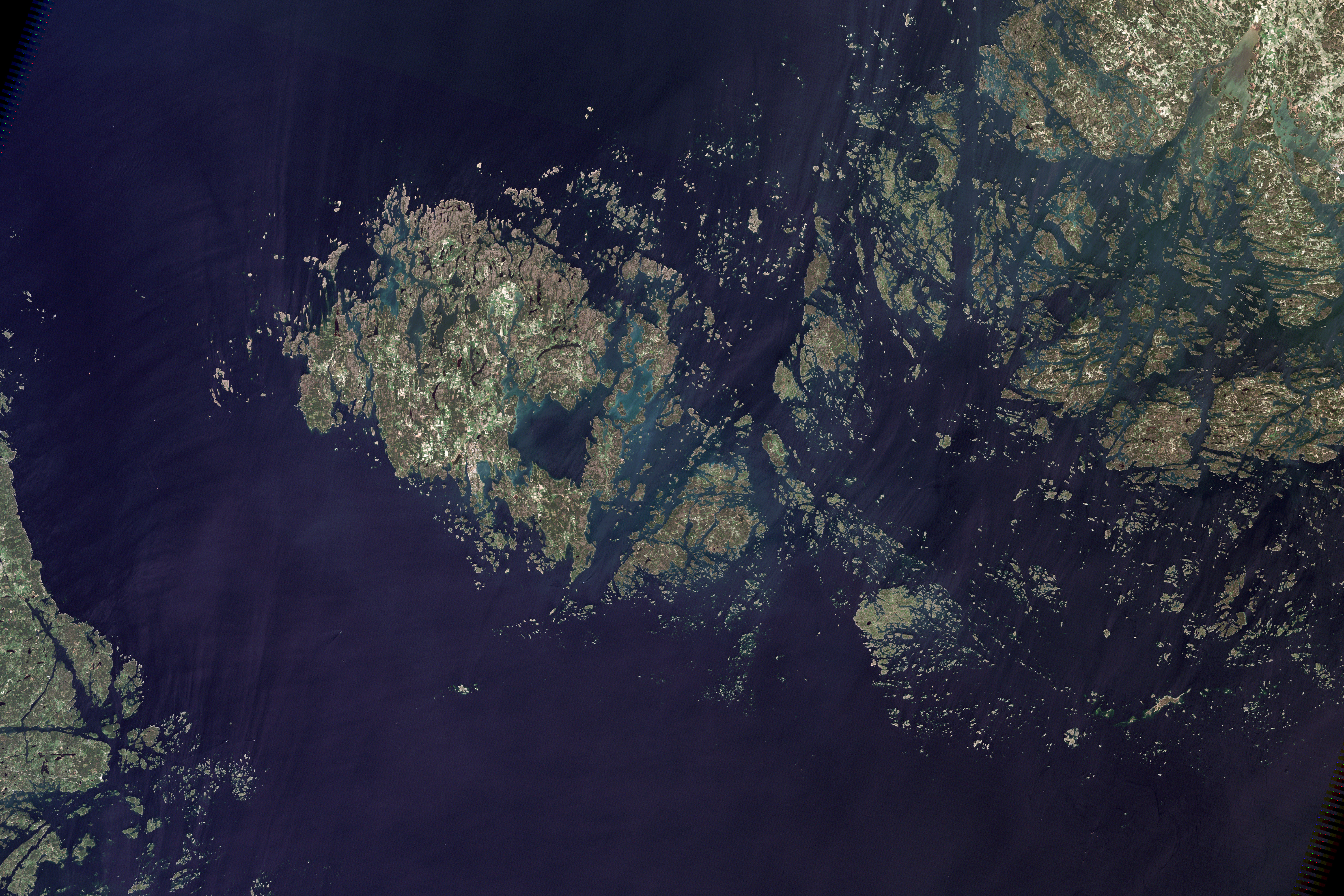
Знімок островів з космосу

Аландські острови (Аланди, швед. Åland — Оланд, фін. Ahvenanmaa — Агвенанмаа) — архіпелаг в Балтійському морі на вході в Ботнічну затоку, автономія у складі Фінляндії, населена фінськими шведами і має особливий демілітаризований та мономовний статус.
Чисельність населення архіпелагу на 31 січня 2021 року становила 30 005 осіб. Єдине місто та столиця автономної провінції — Марієгамн (11 тис. осіб у 2008 році).
Єдина офіційна мова шведська: для 91,2 % населення — це рідна мова (в побуті використовується аландський діалект шведської мови), для 5 % населення рідна фінська, інші мови складають 3,8 %. Більшість віруючих — лютерани.
Використовувана валюта — євро.

## Назва
- Аландські острови (англ. Aland Islands, нім. Ålandinseln)
- Ала́ндія (лат. Alandia) — назва у середньовіччі й ранньому новому часі[1][2].
- А́ланд, або О́ланд (швед. Åland, Шведською: [ˈǒːland] ( прослухати), фінська швед. [ˈoːlɑnd])
- А́гвенанмаа (фін. Ahvenanmaa, МФА: [ˈɑhʋenɑnˌmːɑː])

### Етимологія
Шведське слово å означає маленьку річку (наприклад: Åbo), але оскільки на архіпелазі практично немає річок, тому походження від шведської назви Åland малоймовірне. Ларс Гульден (швед. Lars Huldén) припустив, що початок слова Åland походить від давньоскандинавського «ahva», що означає те ж, що й латинське aqua (вода). Також він не виключає можливість запозичення з фінського слова ahven (окунь), з якого за законами лінгвістики міг з'явитися перший звук å

## Географія

Топографічна карта Аландських островів

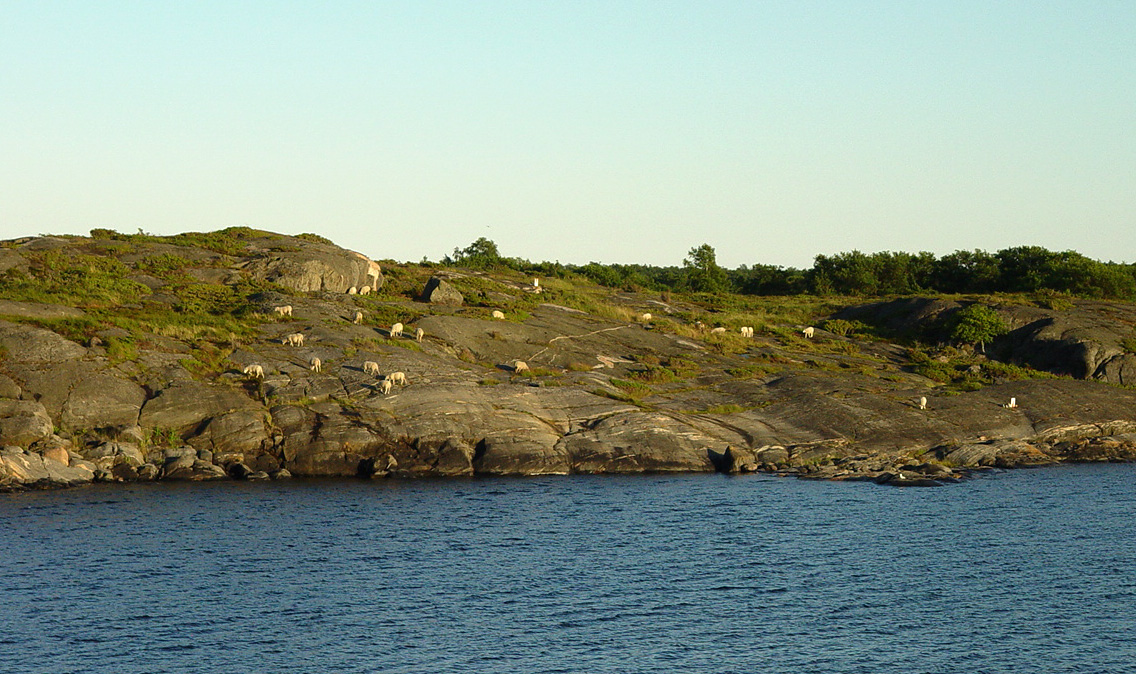
Аландські острови

### Географічне положення
Архіпелаг розташований на вході з Балтійського моря в Ботнічну затоку. На сході Аландські острови межують по морю (в районі Архіпелагового моря) з провінцією Споконвічна Фінляндія, на заході — зі шведським леном Стокгольм, на крайньому північному заході зі шведським леном Уппсала (в тому числі маючи та сухопутний кордон на острові Меркет площею близько 3 гектарів).
Протяжність архіпелагу з півночі на південь — 130 км. Архіпелаг складається з 6757 островів (з яких 60 заселені), будучи найбільшим скупченням островів на Землі. територія — 1552 км² з яких близько 27 км² складають річки та озера. Найбільший з островів архіпелагу — острів Аланд, що займає площу 685 км². Найвища точка архіпелагу — пагорб Оррдальсклінт, висота якого складає 129 метрів.
Серед великих островів архіпелагу площею понад 5 км²:
| Назва          | Площа (км²) | Найвища точка (м) | Населення (осіб) |
| -------------- | ----------- | ----------------- | ---------------- |
| Аланд          | 685         | 129               | 21 400           |
| Лемланд        | 92          | 77                | 1849             |
| Екерн          | 91          | 36                | 978              |
| Лумпарланд     | 33          | 61                | 397              |
| Ворде          | 29          | 48                | 400              |
| Естерсокнен    | 23          |                   |                  |
| Кумлінге       | 23          |                   | 238              |
| Гуммерселандет | 17,33       | 9                 | 37 (2016)        |
| Дегере         | 14          | 35                |                  |
| Геллсе         | 12,8        |                   |                  |
| Енклінге       | 12,2        |                   | 87               |
| Соннбудаландет | 10,4        |                   |                  |
| Чокар          | 10,3        |                   | 232 (2018)       |
| Сеглінге       | 9,7         |                   | 46               |
| Соттунга       | 9,3         |                   | 93 (2018)        |
| Чіркландет     | 6,8         | 17                |                  |

### Часовий пояс
Аланди, як і вся Фінляндія, знаходяться в часовому поясі, що позначається за міжнародним стандартом як Eastern European Time (EET/EEST). Зсув відносно Всесвітнього координованого часу UTC становить +2:00 (зимовий час) і +3:00 (літній час).

### Клімат
Клімат помірний, прохолодний, має свої особливості: будучи одним із найбільш сонячних регіонів серед Північних країн, Аланди можуть похвалитися довгою та м'якою осінню, коли нагріте літнім сонцем Балтійське море поступово віддає тепло. Однак навесні повітря прогрівається істотно довше, ніж на континенті. Льодостав зазвичай відбувається в середині січня, сходить лід у другій половині квітня або початку травня. Середня температура січня — 4 °С, липня 15 °С; опадів 550 мм на рік. Флора представлена сосновими та широколистяними (переважно ясеневими) лісами, чагарниками, луками. На островах є кілька резервацій.

## Історія

Прапор Аландських островів 1922

У XVIII — початку XX ст. через Аланди проходив важливий поштовий шлях із Петербурга в Стокгольм. У 1809—1917 роках в Екерьо, на західному краю Головного острова, розташовувалося найзахідніше поштове відділення Російської імперії (нині музей). У 1718—1719 рр. на островах проходив Аландський конгрес, де обговорювалися умови завершення Північної війни (закінчився безрезультатно).
18 березня 1809 року під час Російсько-шведської війни російський корпус під командуванням князя Багратіона зайняв Аландські острови, які після закінчення війни у складі Великого князівства Фінляндського були приєднані до Російської імперії.
У 1832 році було розпочато будівництво російської фортеці Бомарсунд, навколо якої виросло перше місто. Під час Кримської (Східної) війни 1854—1856 років недобудована фортеця взята штурмом, російський гарнізон взято в полон.
У 1856 році Паризький мирний договір присвоїв Аландським островам статус демілітаризованої зони, який зберігається і останнім часом. Однак російські військові частини стояли на островах до 1917 року.
Новим центром Аландських островів став Марієгамн (фін. Maarianhamina), спеціально вибудуваний в 1861 році з цією метою і до теперішнього часу залишається єдиним містом островів. 2 листопада 2011 року в Марієгамні був відкритий пам'ятник імператриці Марії Олександрівні, на честь якої названо місто.
Після Першої світової війни та проголошення незалежності Фінляндії Аландські острови роблять спроби перейти до складу Швеції, на островах висаджуються шведські війська, над островами піднімається власний прапор, що складався з трьох смуг — верхньої блакитної, середньої золотої та нижньої блакитної. Прапор повторював кольори шведського прапора, але розташовувалися вони горизонтально, без вертикальної жовтої смуги, як на шведському прапорі.
Але ці спроби закінчуються невдачею. У 1921 р. Ліга Націй визнає приналежність островів Фінляндії, але на правах широкої автономії. Між двома світовими війнами острови зберігають свій демілітаризований статус.
У січні 1939 року в Стокгольмі був підготовлений проєкт угоди між фінським та шведським урядами, за яким Фінляндія мала одержати право вжити заходів для оборони цих островів. Швеція залишала за собою право брати участь в обороні островів на прохання Фінляндії. Згодом, шведський міністр закордонних справ Рікард Сандлер проінформував фінську сторону, що його уряд ухвалив рішення відкликати з парламенту Швеції законопроєкт про Аландські острови.

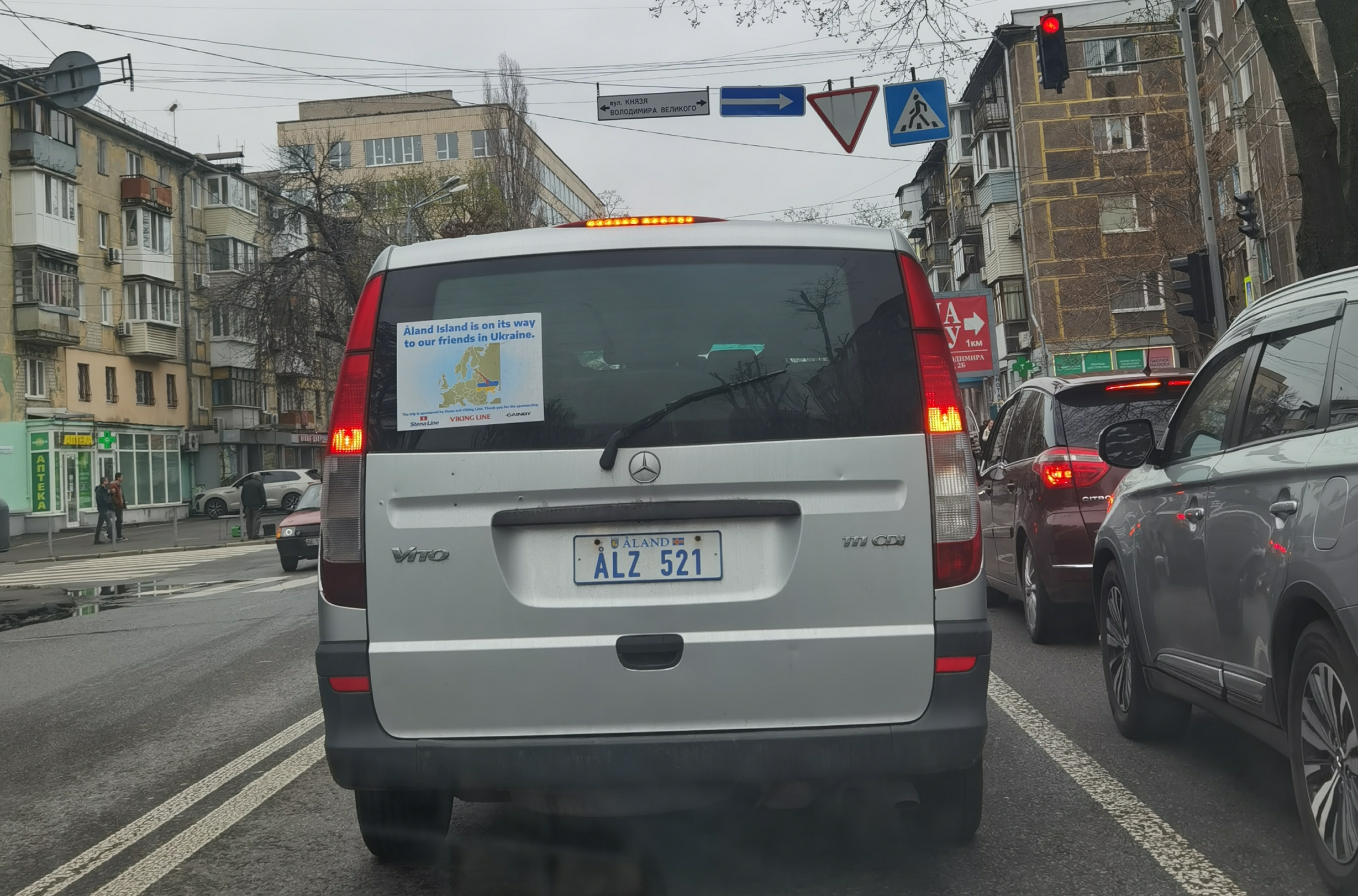
Машина з допомогою від Аландських островів в Дніпрі.

Ключове положення островів у Балтійському морі визначило те, що однією з умов Угоди СРСР і Фінляндії про Аландські острови, після Радянсько-фінської війни 1939—1940 років, було створення радянського консульства в Марієгамні (російське консульство існує там і донині).
Економічний розвиток островів визначається головним чином їх транспортно-географічним положенням у вузлі морських комунікацій Балтійського моря. У 1954 році приймається нинішній прапор Аландських островів, створений на основі шведського прапора. Відмінність у тому, що на аландському прапорі поверх золотого шведського хреста накладено червоний, що символізує власне Аланди. На початку 2010-х років Аландські острови являли собою одну з найбільш благополучних у соціально-економічному відношенні частин Фінляндії.

## Особливий статус
Після Кримської війни 1853—1856 років, під час якої 1854 року була захоплена, а пізніше підірвана фортеця Бомарсунд, Аландські острови отримали за Паризьким мирним договором, згодом підтвердженим Аландською конвенцією 1921 року особливий статус:
Аландські острови — повністю демілітаризована територія (спочатку, згідно з договором 1856 року — «дефортифікована»). Тут немає військових частин, військово-морських або авіаційних баз збройних сил. Також острови мають статус нейтральної території і не можуть бути залучені до військових дій у випадку збройних конфліктів. На відміну від всіх інших громадян Фінляндії, жителі Аландських островів не призиваються на військову службу, що пов'язане, втім, не з демілітаризованою статусом, а з умовами підтримки мовної та культурної самобутності. Також заборонено зберігання та носіння будь-якої вогнепальної зброї, крім мисливської (виняток — поліція).
Аландські острови мають особливий автономний статус, який вони отримали 1921 року після Аландської кризи. Зокрема:
- Єдиною офіційною мовою Аландських островів є шведська мова. Вона використовується в державних, регіональних та муніципальних установах на території автономії, а також при комунікації із центральними органами влади держави. Шведська також є мовою навчання в державних навчальних закладах на островах.
- На островах існує місцеве громадянство (швед. Åländsk hembygdsrätt), яке дає право голосувати та виставляти свою кандидатуру на виборах до місцевого парламенту — лагтінгу (швед. Ålands lagting), а також мати у власності нерухомість на островах та займатися підприємництвом (сенс цього обмеження полягає в тому, щоб земля на островах залишалася у власності у місцевого населення, а не у приїжджих та чужинців). Відсутність місцевого громадянства не є, все ж, перешкодою простому проживанню на території автономії. Місцеве громадянство набувається з народження (якщо один з батьків його має) або за клопотанням особи (за умови володіння громадянством Фінляндії, проживання на території автономії не менше п'яти років та задовільного володіння шведською мовою).
- Статус автономії у складі ЄС регулюється особливими положеннями в договорі про приєднання Фінляндії до союзу. Так, у питаннях непрямого оподаткування автономія розглядається, як територія третьої сторони.
- З 1970 року острови мають власне незалежне представництво в Північній раді.
- Місцевий парламент — лагтінг (буквально «законодавчі збори») не підпорядкований у своїх рішеннях парламенту Фінляндії. Рамки компетенції законодавчих зборів Аландських островів визначаються спеціальними угодами між Аландською автономією та Фінляндією про розмежування областей відповідальності. Лагтінг здійснює власне правове регулювання, зокрема, у таких сферах як: освіта, культура, захист пам'яток старовини, охорона здоров'я та медичне обслуговування, охорона навколишнього середовища, внутрішній транспорт, місцеве самоврядування, поштова служба, радіо та телекомунікації. У цих сферах Аландські острови вирішують питання практично як незалежна держава. На закони, прийняті лагтінгом, може бути накладено вето Президентом Фінляндії, але лише в тих випадках, коли лагтінг вийшов за межі автономії провінції, або прийнятий закон несе загрозу внутрішній чи зовнішній безпеці Фінляндії. Центральні органи влади Фінляндії відповідають за зовнішню політику, цивільне та кримінальне право, судоустрій, митницю та державне оподаткування. Вибори в лагтінг проходять раз на чотири роки (останні вибори [Архівовано 2 квітня 2015 у Wayback Machine.] відбулися 16 жовтня 2011 року);
- Аландські острови з 1984 року випускають власні поштові марки.
- Аландські острови мають спеціального представника в парламенті Фінляндії.
- Жителі провінції звільнені від служби у фінській армії, але в разі проживання поза Аландськими островами протягом п'яти років втрачають цей імунітет.

Відвідавши Аландські острови 15 серпня 2012 року, президент Фінляндії Саулі Нійністе виступив із пропозицією про оновлення закону 1991 року про самоврядування архіпелагу в складі Фінляндії.

## Адміністративний поділ

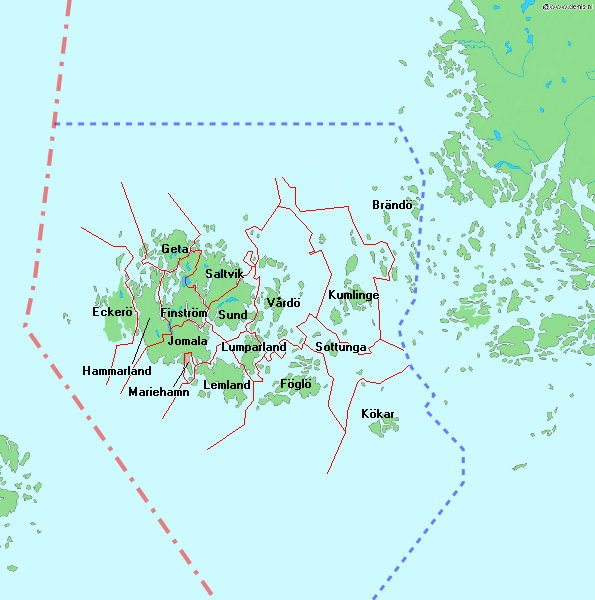
Адміністративний поділ Аландів

Адміністративна одиниця — комуна. Всього на Аландах 16 комун.

| - Бранде - Екере - Фінстрем - Феґле | - Єта - Гаммарланд - Йомала - Кумлінге | - Чокар - Лемланд - Лумпарланд - Марієгамн | - Сальтвік - Соттунга - Сунди - Ворде |

Складається з 3 регіонів: Марієгамн, архіпелаг, село.

## Населення
Останнім часом населення Аландських островів становить приблизно 27 000 осіб, переважно шведськомовних. З них приблизно 10 800 осіб проживають в єдиному місті, столиці Аландів, Марієгамні. Місто було засноване в 1861 році і відтоді є центром економічного та політичного життя.

## Економіка

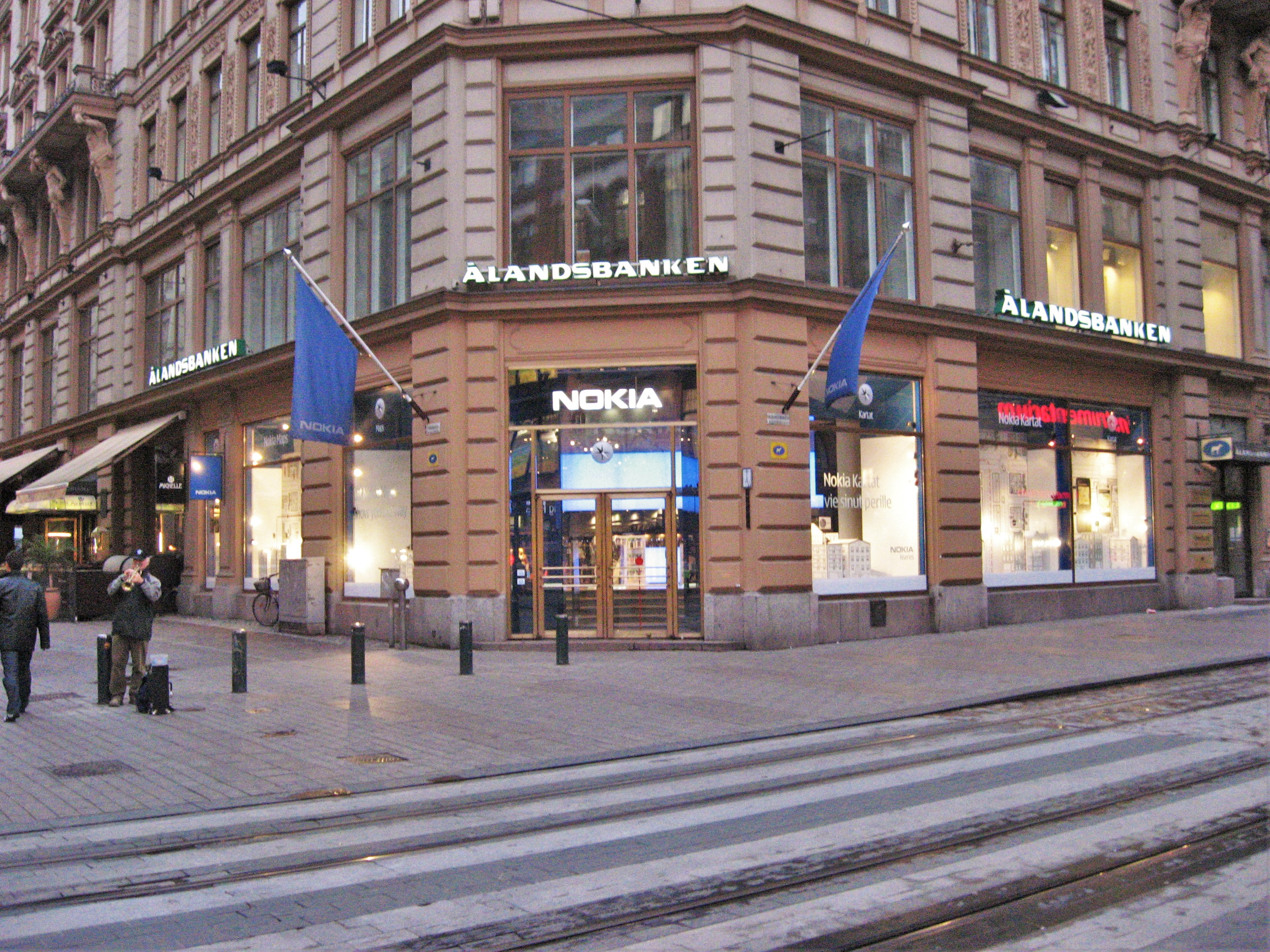
Відділення банку Аландів (Ålandsbanken) у Гельсінкі

Основні галузі: рибальство, молочне тваринництво, туризм (морські курорти).

## Транспорт
З материкової частини Фінляндії на Аландські острови можна добратися на регулярних невеликих поромах компанії Ålandstrafiken двома шляхами:
- «Північний маршрут» починається з гавані Оснес міста Куставі (Густавс), розташованого за 70 км на захід від міста Турку. Звідси можна потрапити на поромі на острів Бранде, а з південної частини острова Бранде ходить пором через Кумлінге в порт Гуммельвік (Hummelvik) муніципалітету Ворде (Vårdö). Від Гуммельвіка до Марієгамна всього близько 40 км.
- «Південний маршрут» починається з гавані Галтбі на острові Корппоо (80 км на північний захід від Турку). Щоб дістатися до цієї гавані, потрібно подолати декілька поромних переправ в архіпелазі Турку, всі вони безкоштовні. З Галтбі на поромі, наступному через Чекарь (Kökar) і Фегле (Föglö), можна дістатися порту Лонгнес в муніципалітеті Лумпарланд. Від Лонгнеса до Марієгамна всього близько 30 км.

Крім того, в Марієгамні та Лонгнесі роблять зупинку пороми компаній Viking Line і Silja Line на маршрутах Таллінн-Стокгольм, Гельсінкі-Стокгольм та Турку-Стокгольм (заходять або в Марієгамн, або в Лонгнес).
У Марієгамні розташовується єдиний на островах аеропорт. Авіасполучення підтримується зі столицею Фінляндії (аеропорт Гельсінкі-Вантаа) та столицею Швеції (аеропорт Стокгольм-Арланда). основний авіаперевізник — компанія Air Åland.
Громадський транспорт представлений п'ятьма автобусними маршрутами по Головному острову, на яких працюють автобуси компанії Ålandstrafiken. Початковим пунктом усіх автобусних маршрутів є Марієгамн. При цьому проїзд на автобусі в межах Марієгамна є безкоштовним абсолютно для всіх, але в силу незначності внутрішньоміських відстаней це не має великого значення.

## Пам'ятки
- Кастельгольм — середньовічний замок у комуні Сунди
- Бомарсунд — російська фортеця XIX століття (в руїнах)
- Екере (традиційна транслітерація — екером) — найзахідніша пошта Російської Імперії в 1809—1917 рр.[15]
- В'язниця Віта Бьорн — колишня в'язниця в комуні Сунди, побудована понад 200 років тому.

## Цікаві факти
- В Україні, в Херсонській області, з XIX століття проживають переселенці з Аландських островів — так звані «таврійські шведи».
- Половина території Меркет, найзахіднішого острова архіпелагу, що має площу 3,3 га, належить Швеції, що робить його найменшим у світі морським островом, розділеним між двома країнами[16]. Через те, що на шведську частину острова не поширюється дія конвенції з демілітаризації Аландів, питання демаркації кордону виходить за рамки двосторонніх угод Фінляндії та Швеції, припускаючи (крім згоди самих Аландів — чинності положення про статус автономії у складі Фінляндії) участь третіх країн, зокрема: Великої Британії, Німеччини, Данії, Італії, Польщі та Франції.[17]
- Займає 3-тє місце за швидкістю завантаження, 4-те місце за швидкістю віддачі інтернету в світі (станом на 11 липня 2010 року)[18].
- У 1991 році організація PAF запланувала випуск власних монет (далерів)[19], які могли б використовуватися нарівні з офіційними монетами (фінськими марками і пенні). Дані плани викликали збурення і подальшу заборону «далерів», а вже виготовлені монети було переплавлено у монетному дворі Фінляндії[20], але фірма PAF отримала компенсацію у розмірі 6 мільйонів марок[19]. Пізніше (у 1994 році) було викарбувано серію сувенірних монет у 10, 50 і 100 «далерів», з позначкою «CASINO». Ніякого офіційного статусу дані монети не мають[21].

## Фотогалерея

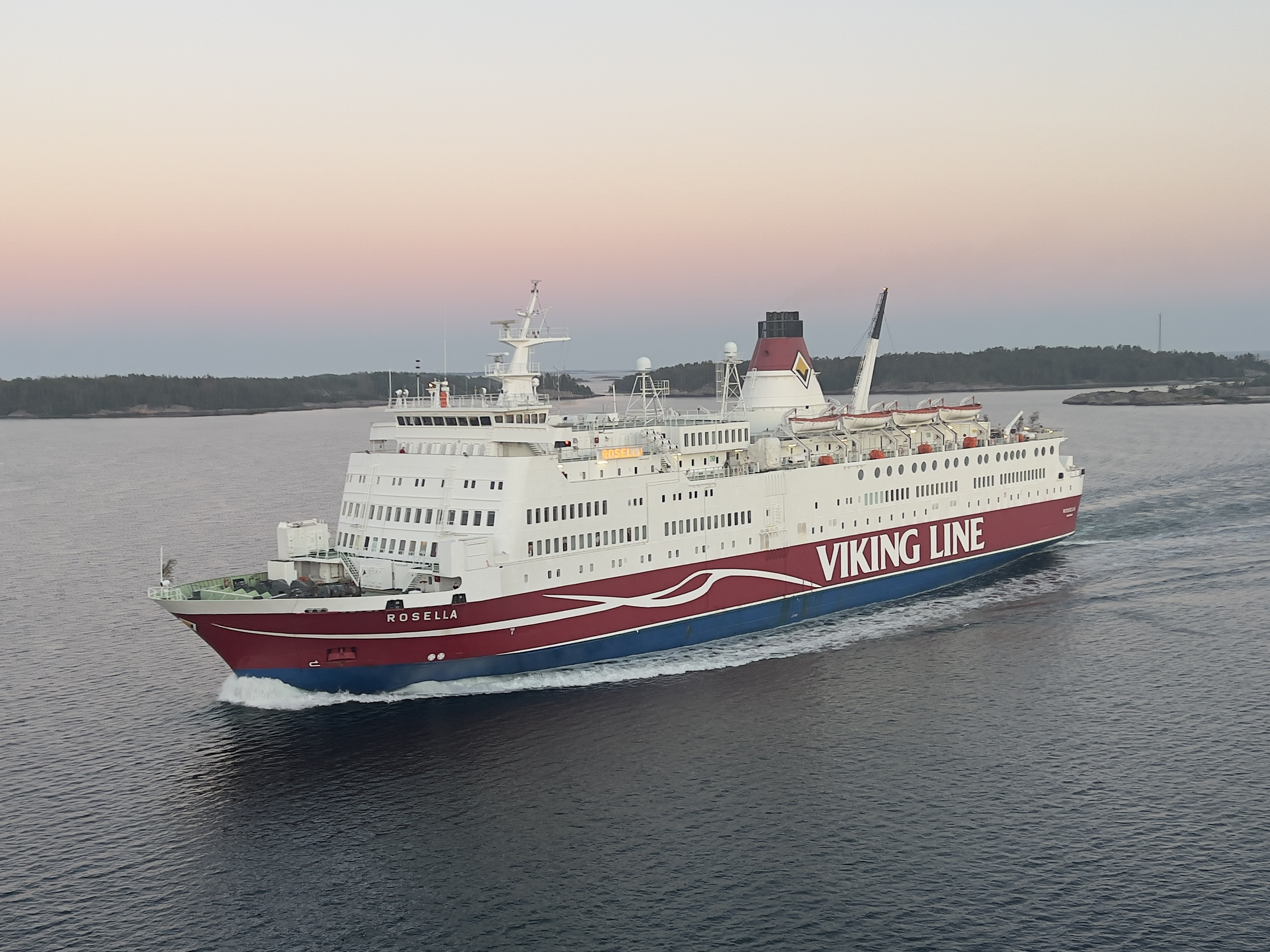
Пором Viking Line в архіпелазі.
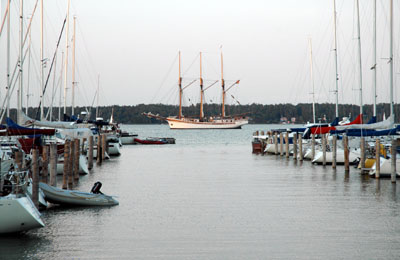
Східна гавань Марієгамна. У центрі вітрильник «Лінден».
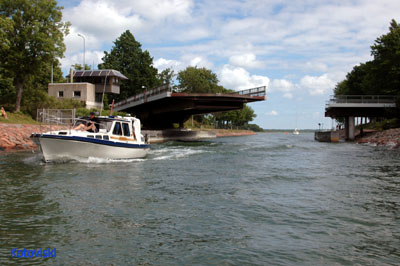
Лемстремський канал
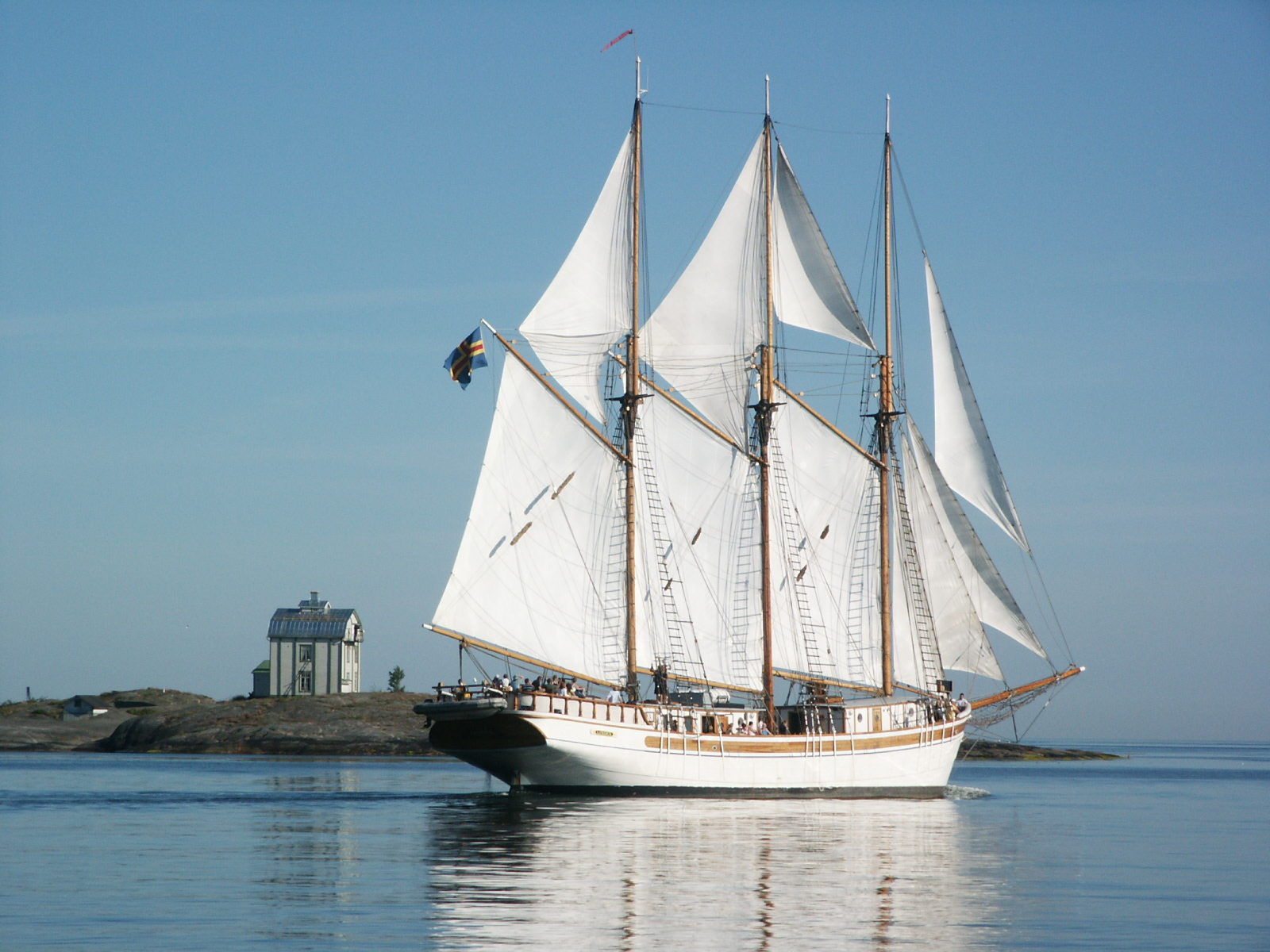
Шхуна «Лінден» у Марієгамні
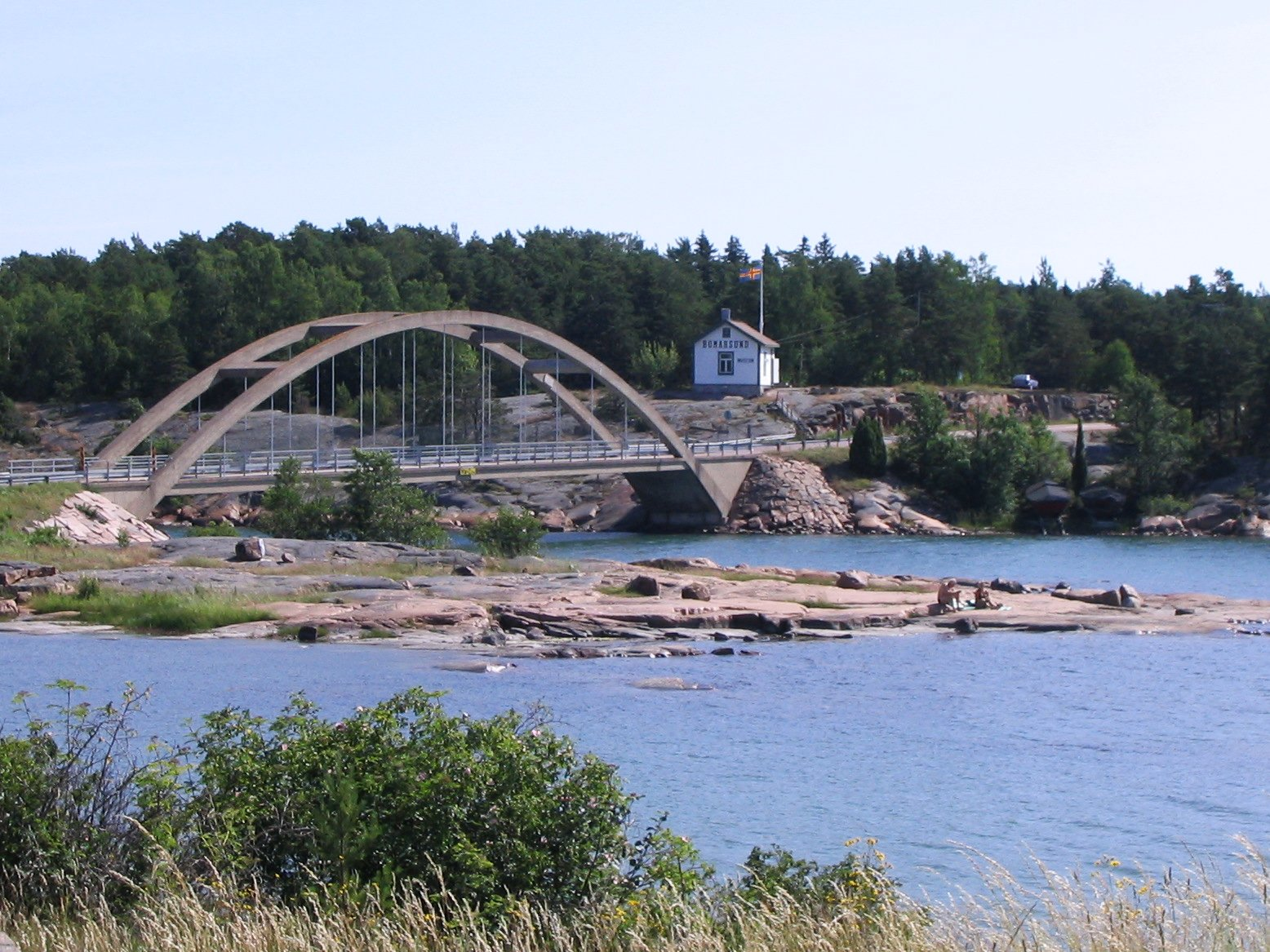
Міст на острів Престо в комуні сунди
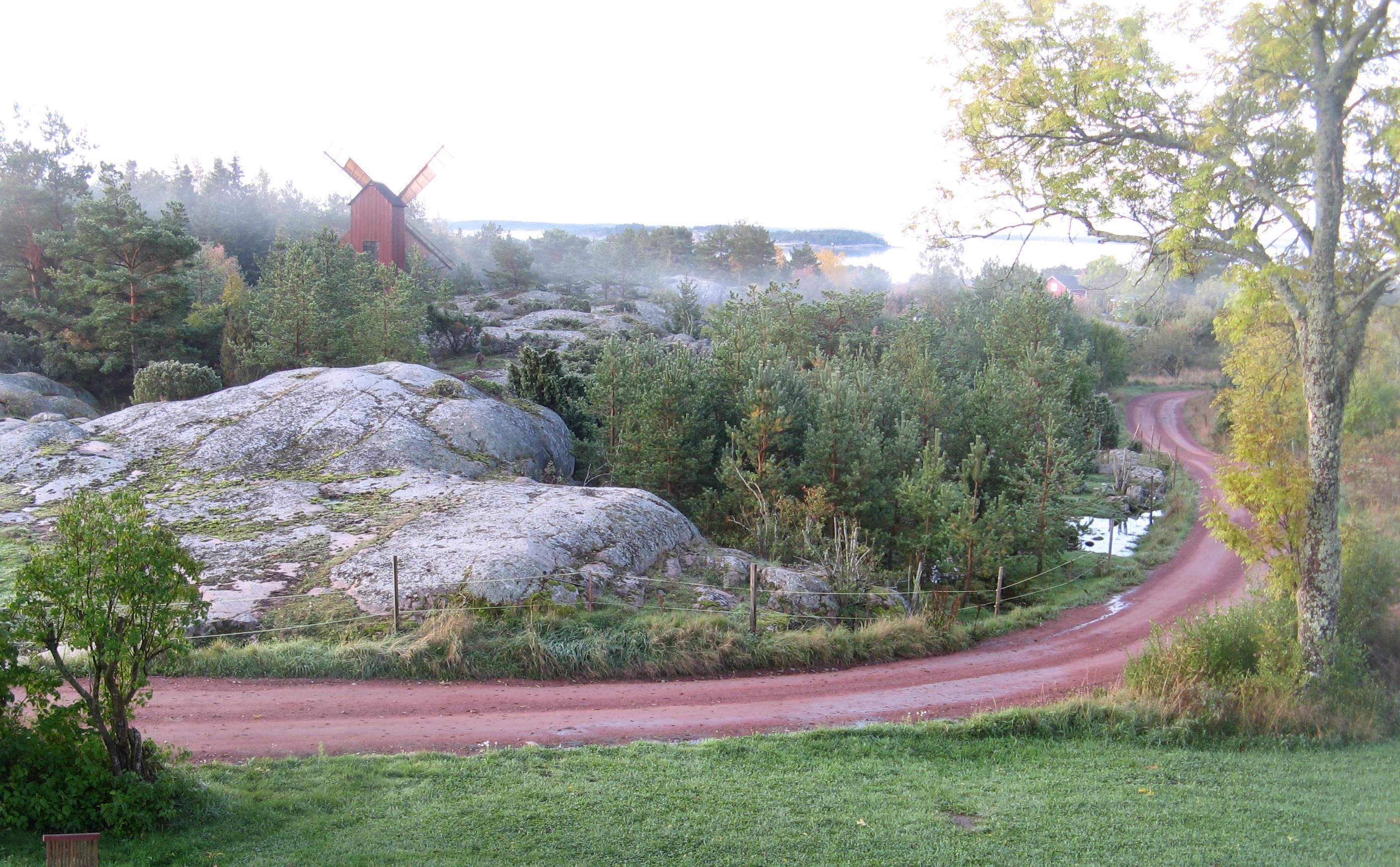
Ранковий пейзаж у Естра Сімшела (Ворде)
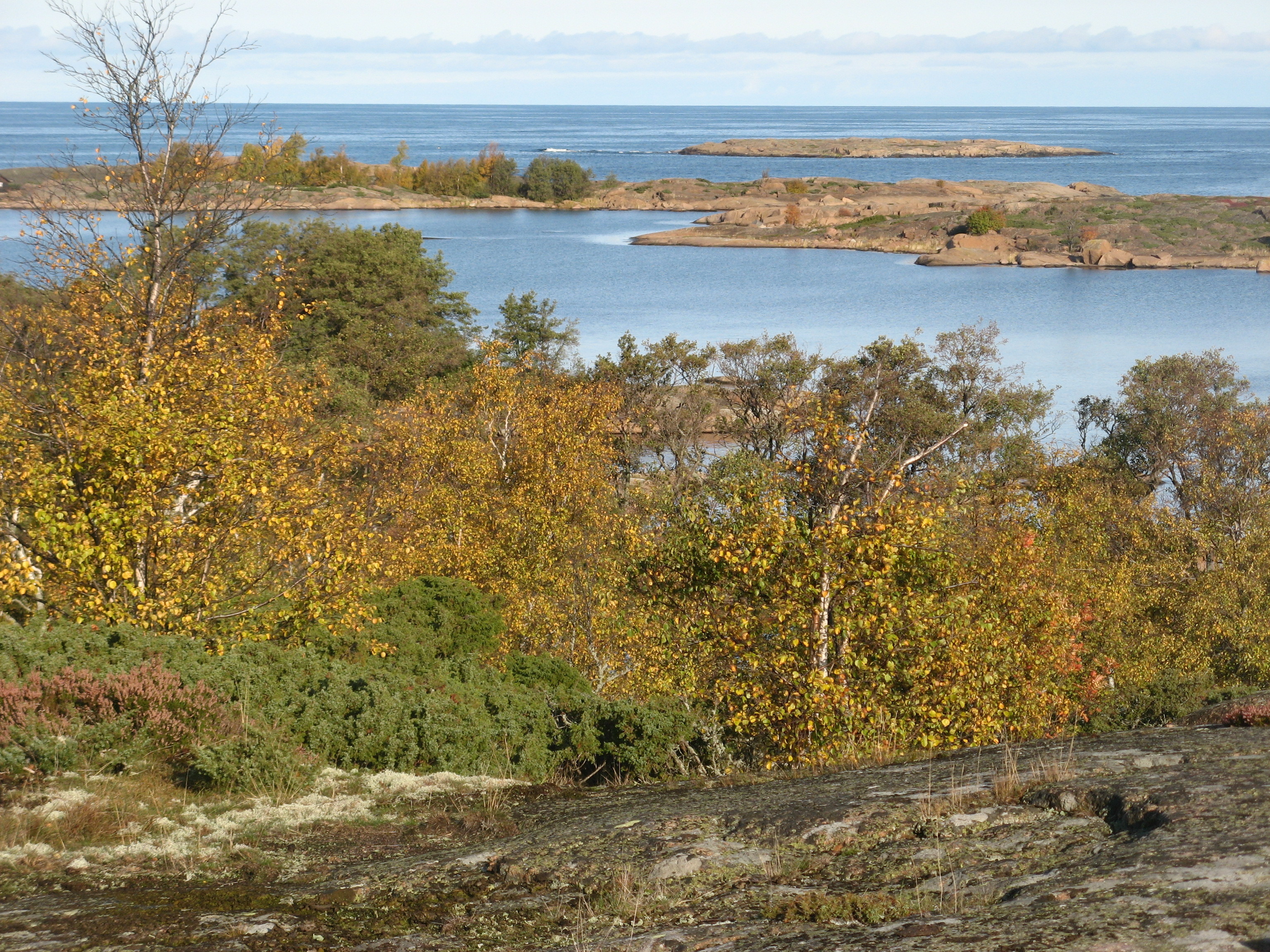
Вид з Ведершер (Ворде)
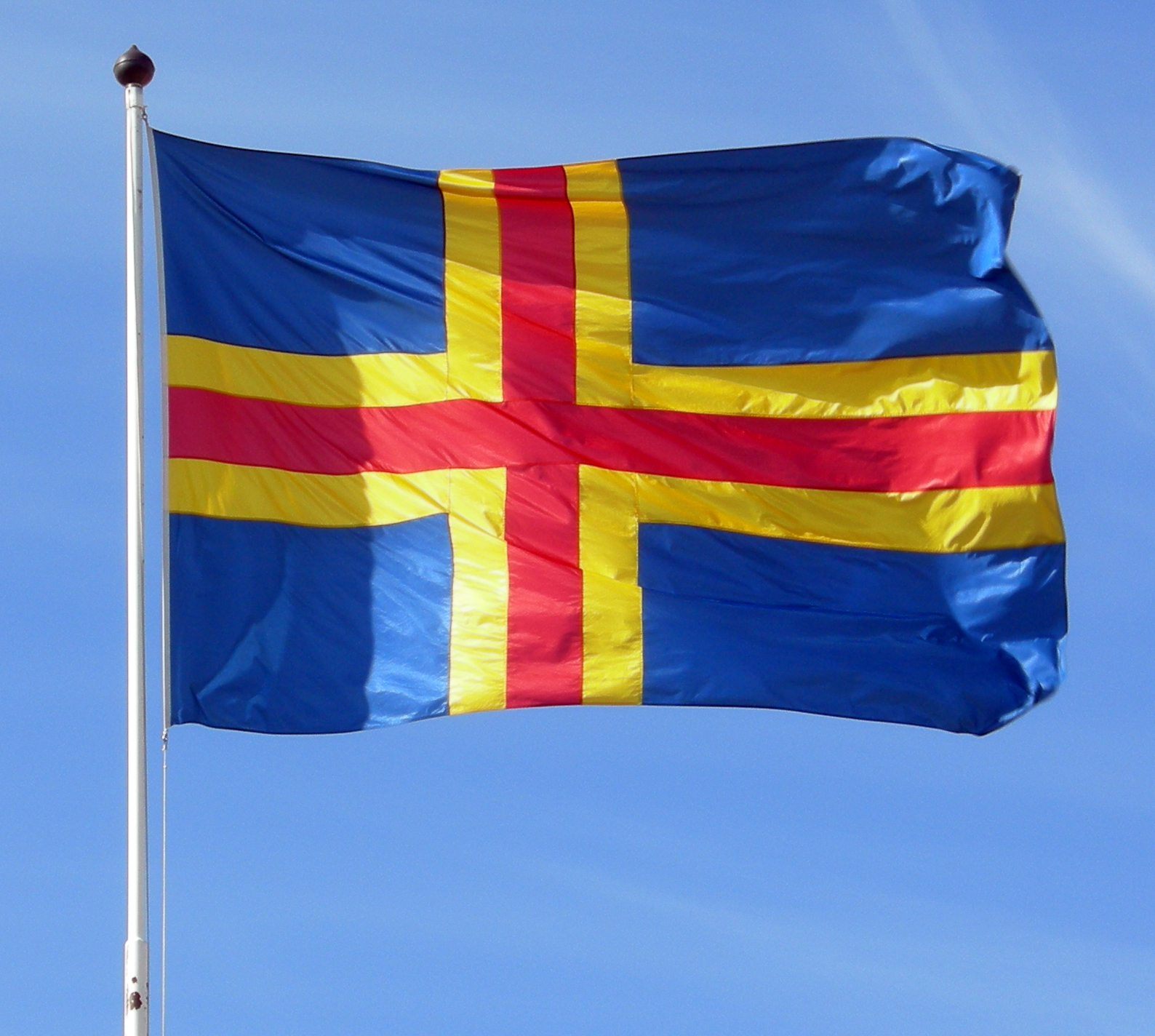
Прапор Аландських островів